# Warszawska Spółdzielnia Mieszkaniowa

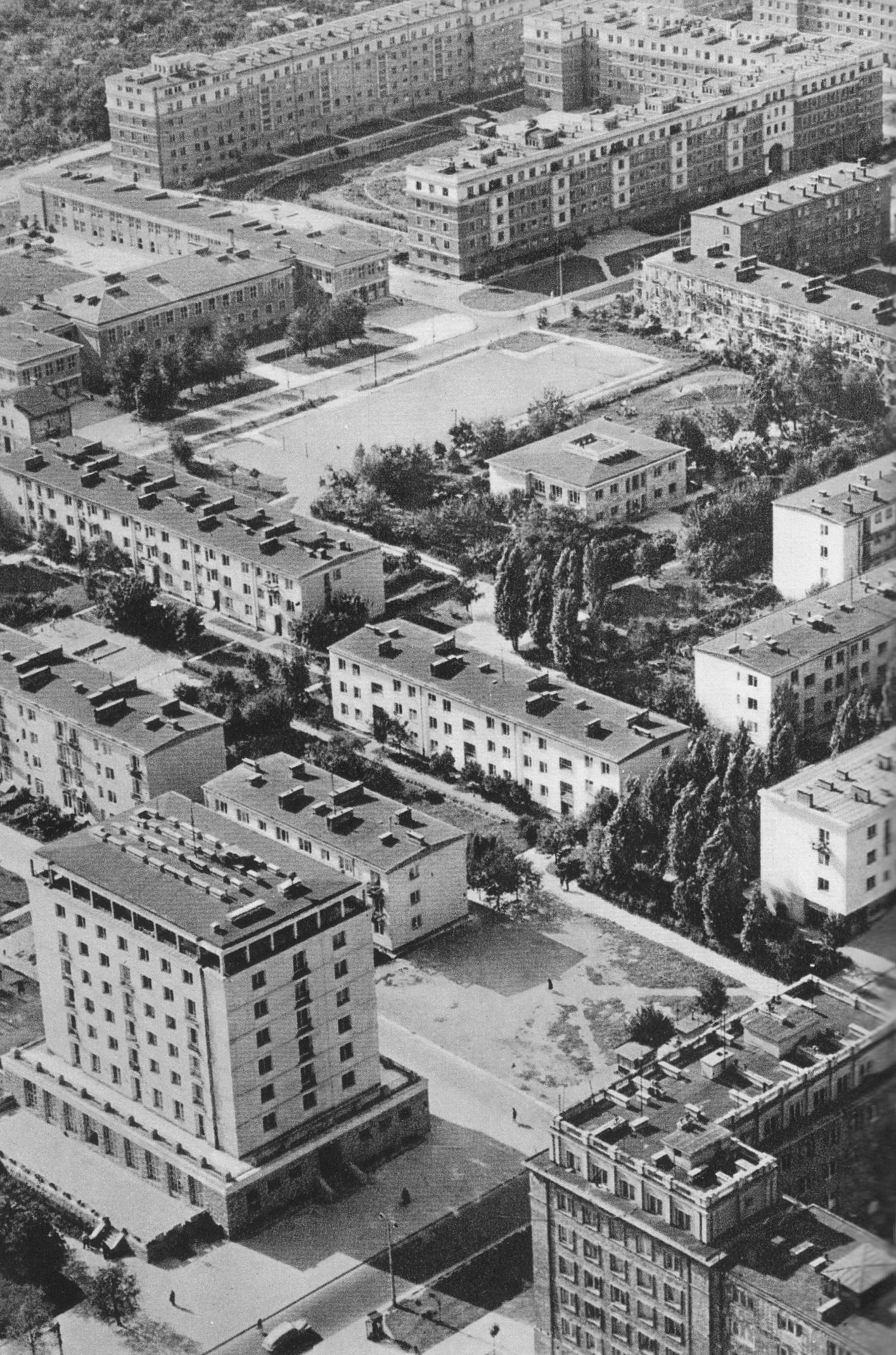
Osiedle WSM na Mokotowie, lata 60.

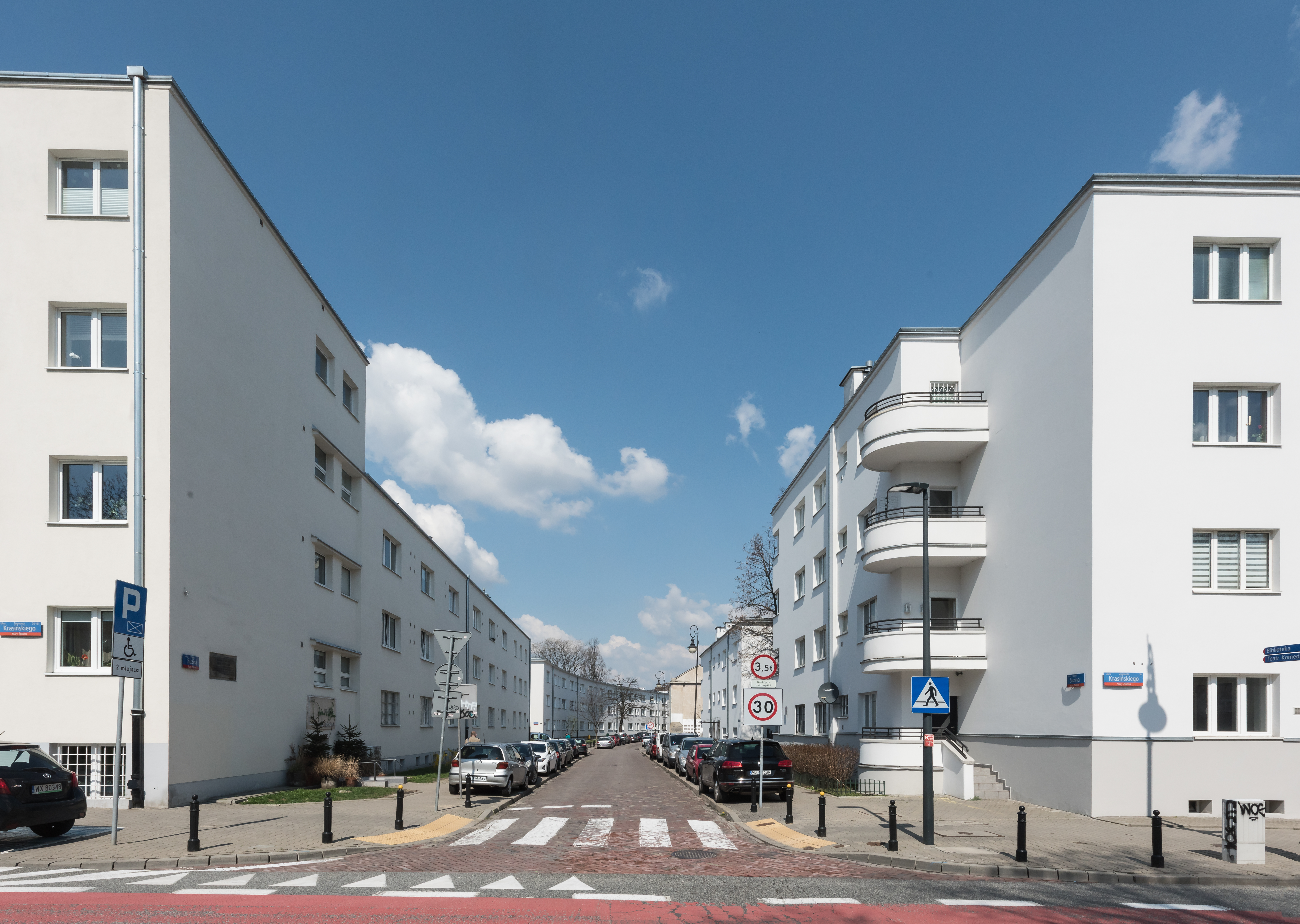
Budynki kolonii WSM przy ul. Suzina na Żoliborzu

Warszawska Spółdzielnia Mieszkaniowa (WSM) – spółdzielnia mieszkaniowa w Warszawie. Jedna z najstarszych spółdzielni mieszkaniowych w mieście, utworzona 11 grudnia 1921 z inicjatywy działaczy Polskiej Partii Socjalistycznej oraz działaczy Związku Rewizyjnego Spółdzielni Robotniczych.

## Historia
Zebranie założycielskie spółdzielni odbyło się 11 grudnia 1921 w lokalu Uniwersytetu Ludowego przy ul. Oboźnej 4.
Członkami założycielami spółdzielni podpisanymi w statucie było 20 osób: (w kolejności podpisów na dokumencie) Jan Hempel, Bolesław Bierut, Michał Pankiewicz, Stefan Wejroch, Maria Orsetti, Wanda Szczepańska, Anna Tołwińska, Antoni Zdanowski, Maria Lewińska, Stanisław Tołwiński, Stanisław Rotsztajn, Jan Wojnar, Stanisław Szwalbe, Alina Tołwińska, Jan Strzelecki, Mieczysław Sułkowski, Władysława Głodowska, Ignacy Tom, Kazimierz Domosławski, Aleksander Ostrowski. Do pierwszego Zarządu powołano Bolesława Bieruta i Stanisława Szwalbego, którego przejściowo zastąpił Michał Feldblum. 24 stycznia 1922 spółdzielnia została zarejestrowana.
Dzięki inicjatywie i koneksjom rodzinnym Teodora Toeplitza WSM udało się uzyskać kredyt w wysokości 0,5 mln dolarów z włoskiego banku Banca Commerciale Italiana (BCI). Umożliwiło to szybkie rozpoczęcie budowy pierwszych budynków.
W lipcu 1925 spółdzielnia liczyła 61 osób. Do zarządu spółdzielni weszli: Stanisław Siedlecki, Teodor Toeplitz i Stanisław Tołwiński. Do prezydium Rady Nadzorczej weszli Zygmunt Gardecki, Wacław Lenga i Stanisław Jaskułowski (Szwalbe), zaś jej członkami zostali Antoni Zdanowski, Wiktor Kruk, Stefania Gliszczyńska, Adam Szczypiorski, Tomasz Arciszewski i Aleksander Ostrowski. WSM była spółdzielnią o zdecydowanych wpływach lewicowych.
Do 1939 roku WSM wybudowała dwa osiedla mieszkaniowe, na Żoliborzu i na Rakowcu. Pod koniec 1925, odbyła się uroczystość wmurowania kamienia węgielnego pod pierwszy dom WSM przy pl. Wilsona (został zniszczony podczas powstania warszawskiego w 1944 roku). Pierwsze mieszkania oddano lokatorom w styczniu 1927. W 1938 w zasobach spółdzielni znajdowało się 24 budynki które zamieszkiwało 5396 osób. Na Żoliborzu budynki WSM były grupowane wokół obszernych, otwartych podwórek w zespoły nazywane koloniami. Do 1939 roku powstało osiem kolonii mieszkalnych i jedna gospodarcza. Prócz osiedla na Żoliborzu WSM wybudowało niewielkie osiedle na Rakowcu, przy ulicy Pruszkowskiej, składające się z pięciu niedużych bloków mieszkalnych oraz domu społecznego. Działalność inwestycyjna spółdzielni była finansowana z kredytów udzielonych przez Bank Gospodarstwa Krajowego, Komitet Rozbudowy m.st. Warszawy, włoski bank BCI oraz przez Towarzystwo Osiedli Robotniczych.
WSM określano czasem „kombinatem spółdzielczym” co wynikało z zaspakajania przez nią licznych, nie tylko mieszkaniowych, potrzeb swoich członków. Na terenie WSM od 1928 istniał Dom Społeczny, mieszczący m.in. przedszkole, bursę dla młodych robotników. Dom Społeczny był też miejscem gdzie działało Stowarzyszenie Wzajemnej Pomocy Lokatorów WSM „Szklane Domy”. Na terenie I kolonii WSM funkcjonowała szkoła powszechna Robotniczego Towarzystwa Przyjaciół Dzieci oraz Gimnazjum Koedukacyjne im. Bolesława Limanowskiego prowadzone przez RTPD. Na V kolonii na ulicy Suzina powstał w kwietniu 1933 Teatr im. Stefana Żeromskiego, którym kierowała społecznie Irena Solska. Od 1934 w tej samej sali funkcjonowało kino „Tęcza”.
W 1938 w skład Zarządu WSM wchodzili: Marian Nowicki, Stanisław Tołwiński i Juliusz Żakowski. Radę Nadzorczą stanowili: Stanisław Szwalbe (przewodniczący), Jan Libkind (wiceprzewodniczący), Piotr Gajewski (sekretarz), Adam Kuryłowicz, Antoni Fotek, Henryk Polak, Antoni Wąsik, Stefan Zbrożyna, Tadeusz Tomaszewski, Antoni Dziarnowski, Sewery Antoszewski, Roman Górnicki. Do WSM w styczniu 1938 należało wówczas 1982 członków, w ciągu roku przyjęto 301 nowych, ubyło zaś 233. Tym samym na koniec 1938 do WSM należało 2050 członków. Przed II wojną światową WSM była największą spółdzielnią mieszkaniową w stolicy.
W czasie obrony Warszawy we wrześniu 1939 roku na Żoliborzu zniszczeniu uległo 28 lokali mieszkalnych (głównie w I i II kolonii). Znacznie większe straty WSM poniosła na znajdującym się na linii frontu Rakowcu, gdzie z 293 lokali pozostało 120.
W czasie okupacji niemieckiej częściowo naprawiono zniszczenia na Rakowcu i do 1940 roku kontynuowano rozpoczętą przed wojną budowę IX kolonii na Żoliborzu.
Po wojnie spółdzielnia kontynuowała działalność. 7 lipca 1946 wmurowano kamień węgielny pod budowę nowego budynku WSM na Żoliborzu – pierwszego budynku mieszkalnego wznoszonego w powojennej Warszawie. Dom z 92 mieszkaniami został oddany do użytku w marcu 1947. W kwietniu 1948 WSM rozpoczęła budowę dużego osiedla na Mokotowie, zlokalizowanego między ulicami: Madalińskiego, Wołoską, Wiktorską i al. Niepodległości.
Szybki rozwój spółdzielni nastąpił po 1956. W 1959 WSM wybudowała 16% ogólnej liczby mieszkań w Warszawie. W 1960 wskaźnik ten wzrósł do 30%. Wraz ze wzrostem liczby mieszkańców WSM w latach siedemdziesiątych została podzielona na Spółdzielnie: „Ochota”, „Rakowiec”, „Koło”, „Mokotów”. W latach dziewięćdziesiątych wyodrębniły się dwa osiedla: „Żoliborz I” i „Chomiczówka”.
Od 1931 WSM wydaje informator – „Życie WSM”; gazeta zmieniała kilkukrotnie nazwę, obecnie wydawana jest pod pierwotną.
W maju 1986, w 65-lecie istnienia, Rada Państwa nadała WSM Krzyż Komandorski Orderu Odrodzenia Polski.
W 2023 roku WSM oddała do użytku osiedle Ceramiczna na Tarchominie z 346 mieszkaniami.

## Podział WSM
- Warszawska Spółdzielnia Mieszkaniowa – ma ok. 31 tys. członków w 450 budynkach mieszkalnych na 13 osiedlach[25];
- WSM „Żoliborz Centralny” – ma ok. 3 tys. członków. W zasobach spółdzielni mieszka ponad 4.000 mieszkańców. Spółdzielnia zarządza 2.733 lokalami mieszkalnymi o łącznej powierzchni 108 353 m², a także 117 lokalami użytkowymi oraz 95 garażami. Zasoby są podzielone na 15 kolonii[26];
- WSM „Rakowiec” – zbudowany w 1936. Wybudowano 6 dwupiętrowych bloków. W każdym było 48 mieszkań oraz Dom Społeczny. W 1994 wyodrębniła się z WSM „Ochota”. W 2012 spółdzielnia zrzeszała 4654 członków oraz 5052 lokale w 114 budynkach[27];
- WSM „Ochota” – wydzieliła się z WSM w 1970. Liczy ok. 10.000 członków w 142 budynkach mieszkalnych[28];
- Spółdzielnia Mieszkaniowa „Koło” – początkowo po wojnie część WSM, przejęta przez SM „Starówka” w 1992 wyodrębniona w osobną spółdzielnię; Spółdzielnia liczy 3.016 członków, 6.157 mieszkańców w 91 budynkach mieszkalnych na 6 osiedlach[29];
- Warszawska Spółdzielnia Budowlano-Mieszkaniowa „Chomiczówka” – powstała w wyniku podziału WSM w czerwcu 1990 Spółdzielnia liczyła 6.900 członków, a w jej zasobach mieszkało około 20 000 osób, w 89 budynkach mieszkalnych[30].